# Doepfer
Doepfer Musikelektronik GmbH – niemiecki producent elektronicznych instrumentów muzycznych powstały w 1992 r.
Firma specjalizuje się w produkcji analogowych syntezatorów modularnych, kontrolerów MIDI, sekwencerów oraz różnorodnego asortymentu związanego z tą dziedziną. Pierwszym produktem firmy był analogowy sekwencer MAQ16/3 zaprojektowany we współpracy z grupą Kraftwerk. Na początku swej działalności Doepfer prowadził sprzedaż bezpośrednią. Dziś dystrybucja asortymentu ogranicza się do wybranych tylko dystrybutorów.